# Korozje
Korozje – album duetu polskich muzyków jazzowych: Tomasza Stańki i Andrzeja Kurylewicza.
Wszystkie utwory na płycie to kompozycje duetu Andrzej Kurylewicz, Tomasz Stańko zarejestrowane w lutym 1983 w Studiu Polskiego Radia w Warszawie. Płyta  ukazała się jako wydawnictwo Klubu Płytowego PSJ. Winylowy album wydany został w 1986 przez PolJazz PSJ 148.

## Muzycy
- Andrzej Roman Kurylewicz – fortepian
- Tomasz Stańko – trąbka

## Lista utworów
Strona A	
| 1. | „Korozja pierwsza” | 16:01 |
|    |                    |       |
| 2. | „Korozja szósta”   | 2:38  |
|    |                    |       |
|    |                    | 18:39 |
|    |                    |       |
Strona B	
| 1. | „Korozja trzecia” | 5:06  |
|    |                   |       |
| 2. | „Korozja druga”   | 5:36  |
|    |                   |       |
| 3. | „Korozja czwarta” | 7:15  |
|    |                   |       |
|    |                   | 17:57 |
|    |                   |       |

## Informacje uzupełniające
- Realizatorzy dźwięku – Lech Dudzik, Tadeusz Sudnik
- Asystenci – Grażyna Karaszkiewicz, Ryszard Okoń, Włodzimierz Poburka
- Projekt graficzny, zdjęcia – Andrzej Tyszko